# Paula-Höhle
Die Paula-Höhle (englisch Paula’s Cave) ist eine Höhle in den Klippdachs-Bergen im Erongogebirge im Nordwesten Namibias. Die Höhle liegt auf privatem Farmland der Farm Okapekaha nahe der Stadt Omaruru. Sie ist seit dem 1. März 1951 ein Nationales Denkmal Namibias.

## Geschichte
Die Paula-Höhle bot vor etwa 5000 Jahren den San einen Unterschlupf auf ihren nomadischen Reisen durch die Grenzgebiete der Namib. Es wird vermutet, dass es sich um einen spirituellen Ort handelt.

## Geologische Hintergründe
Die Höhle wurde durch Auswaschungen des Granits geformt. Die Vermutungen liegen nahe, dass es sich um Tafoni handelt, da der Eingang zur Höhle sich auf der nördlichen Schattenseite befindet. Die Höhlenbildung wurde durch Erosion verstärkt.

## Felsmalereien
Die Felsmalereien bei der Paula-Höhle sind in ihrer Art mit denen in der nahe gelegenen Phillips-Höhle vergleichbar. Sie zeigen Männer sowie zahlreiche Tiere. Die Qualität der Malereien ist jedoch durch die Witterung und vermutlich auch durch menschlichen Einfluss nicht mit anderen Malereien und Zeichnungen, zum Beispiel bei Twyfelfontein, vergleichbar.

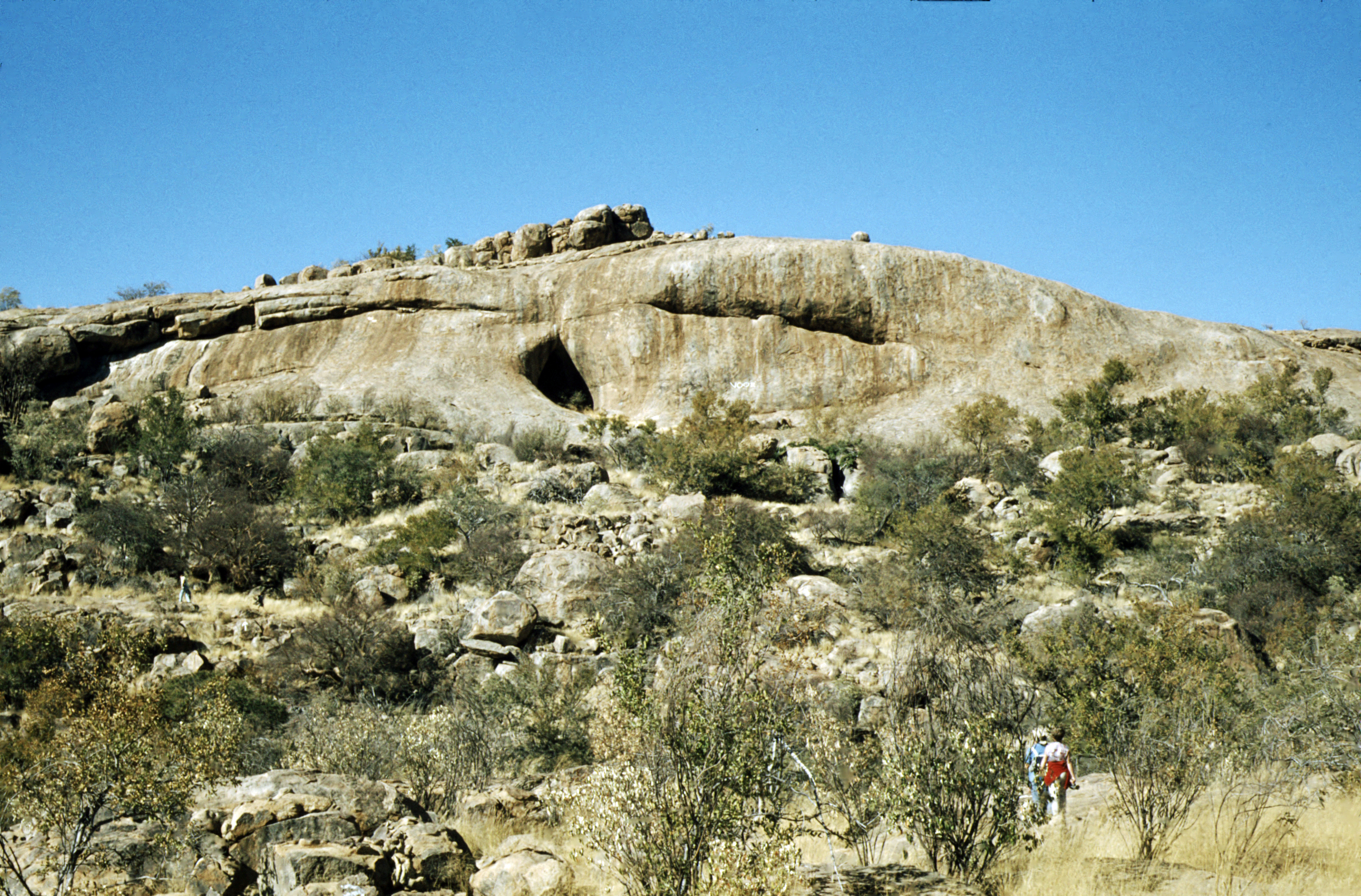
Blick auf die Höhle
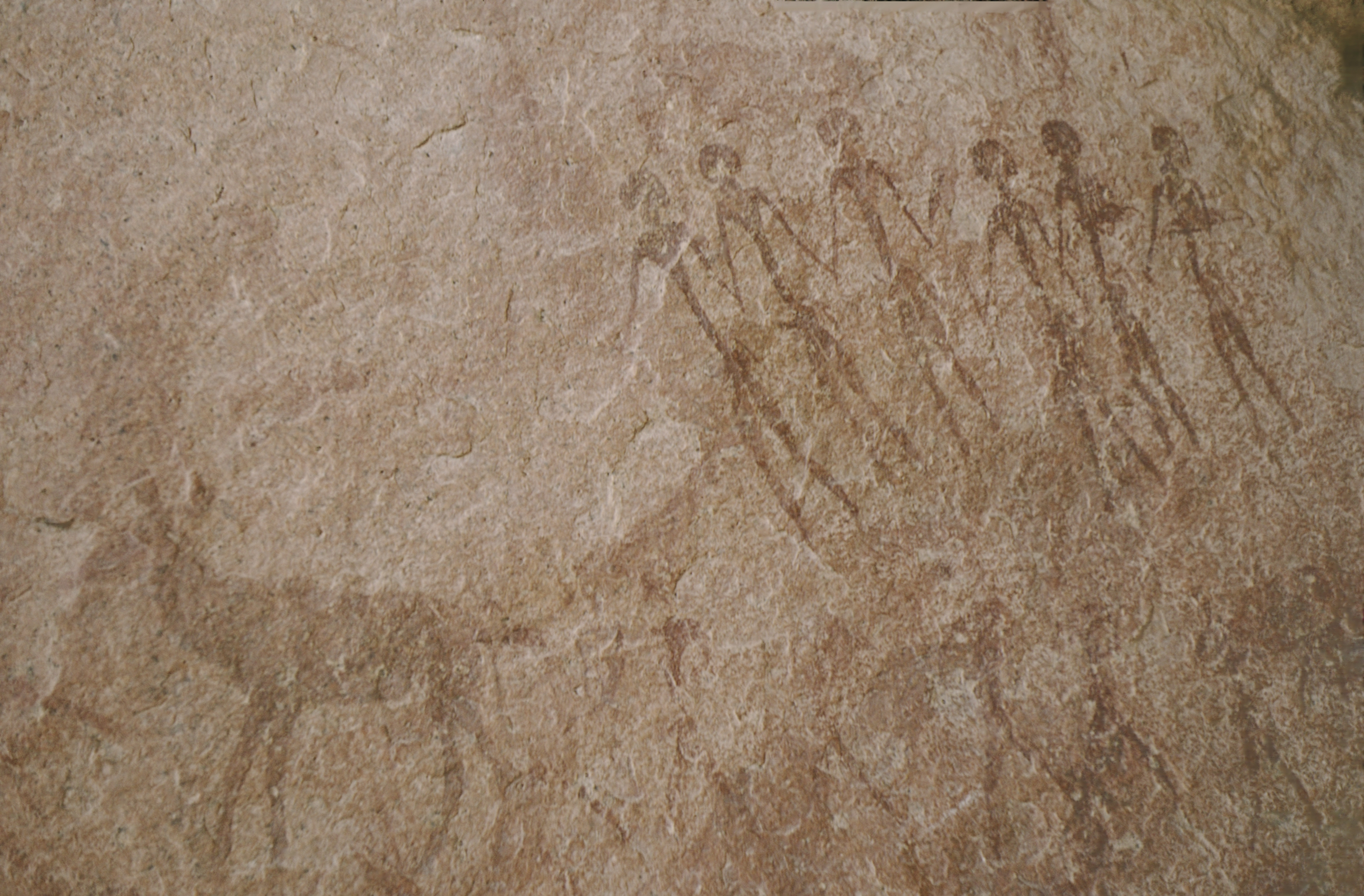
Felsmalerei